# Adrián Apellaniz
Adrián Apellaniz García (Montevideo, 10 de marzo de 1981) es un futbolista uruguayo que juega de delantero en el Progreso estación Atlántida de la liga Regional del Este, donde en la temporada 2015-16 fue el máximo anotador del Deportivo Petapa y sexto de la temporada de la Liga Nacional de Guatemala

## Clubes
| Club                                      | País      | Año         |
| ----------------------------------------- | --------- | ----------- |
| Peñarol                                   | Uruguay   | 2004 - 2005 |
| Central Español                           | Uruguay   | 2006        |
| Peñarol                                   | Uruguay   | 2006 - 2007 |
| Deportivo Jalapa                          | Guatemala | 2007 - 2008 |
| Comunicaciones                            | Guatemala | 2008 - 2009 |
| Suchitepéquez                             | Guatemala | 2012        |
| Deportivo Malacateco                      | Guatemala | 2013        |
| Comunicaciones                            | Guatemala | 2014        |
| Deportivo Petapa                          | Guatemala | 2014 - 2017 |
| Club Atlético Progreso Estación Atlántida | Uruguay   | 2018-       |

## Palmarés

### Campeonatos nacionales
| Título          | Club             | País      | Año  |
| --------------- | ---------------- | --------- | ---- |
| Torneo Apertura | Deportivo Jalapa | Guatemala | 2007 |
| Torneo Apertura | Comunicaciones   | Guatemala | 2008 |

### Distinciones individuales
| Distinción                     | Año  |
| ------------------------------ | ---- |
| Trofeo Botin de Oro (14 goles) | 2007 |
| Trofeo Botin de Oro (10 goles) | 2008 |